# Subiecte de grupa a 2-a la Bacalaureatul Internațional
Subiectele de Grupa a 2-a: Dobândire de limbi străine (anterior Limba a doua) al Programului de Diplomă IB cuprind aproximativ 80 de limbi străine și pot fi studiate la următoarele niveluri: B (SL - nivel standard sau HL - nivel înalt) sau ab initio (numai SL). Latina și greaca clasică sunt, de asemenea, oferite și pot fi urmate la SL sau HL. Pentru a obține o diplomă IB, un candidat trebuie să studieze și o limbă suplimentară față de limba maternă, deși poate fi alesă o a doua limbă A în loc de o limbă din grupa a 2-a.

## Limbaab initioSL
Dacă un elev nu are cunoștințe anterioare într-o anumită limbă, acsta poate studia acea limbă ca subiect ab initio SL. Un astfel de curs se concentrează pe oferirea elevului a cunoștințelor de bază atât în limba folosită zi de zi, cât și în cultura vorbitorilor acestei limbi. Standardul atins de elev după doi ani este considerabil mai mic decât cel atins în limba B. 
Limbile clasice (latina și greaca veche) nu sunt oferite ca cursuri de limbă ab initio.
Programă
Pentru ca elevii să dobândească competențe de comunicare într-o varietate de situații, în cadrul cursului Limbă ab initio sunt explorate următoarele subiecte principale: individul, educația și munca, orașul și serviciile, alimentele și băuturile, timpul liber și călătoriile, mediul, sănătatea și situațiile de urgență. Abilitățile lingvistice care sunt predate și evaluate sunt: ascultarea, citirea, scrierea, vorbirea și conștientizarea culturală. 
Evaluare
Evaluarea internă (30% din nota finală) pentru o limbă ab initio constă în media notelor a două prezentări orale, dintre care una trebuie dată profesorului, înregistrată și trimisă pentru moderare externă. Cealaltă este o activitate orală interactivă și poate fi realizată individual sau în grup.
Evaluarea externă (70% din nota finală) pentru Limba ab initio include lucrarea 1, care constă în exerciții de înțelegere a lecturii (3-4 texte) și lucrarea 2, care constă într-un eseu scurt și un eseu cu răspuns extins.
Pentru componentele orale și scrise ale evaluărilor, elevii primesc note pe baza nivelului lor de competență în utilizarea limbii, a aptitudinilor de prezentare și de comunicare.
Pentru proba de înțelegere a lecturii, elevii primesc un punctaj bazat pe mai multe întrebări cu răspunsuri multiple, întrebări cu răspuns scurt, întrebări de tip adevărat/fals cu justificare, exerciții de tip potrivire între două coloane și răspuns extins. 
Disponibilitate
Spaniolă ab initio și Chineză mandarină ab initio sunt oferite online studenților înscriși în programul IB Diploma.

## Limba B SL și HL
Cursul de Limba B este destinat elevilor care au o experiență de 2-3 ani în limba respectivă și se concentrează mai mult pe dezvoltarea abilității de a comunica în limba aleasă în scris și oral. 
Programă
Elevii studiază o varietate de teme cum ar fi mediul înconjurător, oameni celebri, evenimente curente și istorice, imigrație, muzică, artă, bucătărie, modă, film etc. pentru a-și dezvolta abilitățile de ascultare, citire, scriere, vorbire și interacționare în acea limbă. Tipurile de texte studiate includ: știri, povestiri scurte, broșuri, reclame, poezii, scrisori informale și oficiale, extrase din piese de teatru, editoriale, dezbateri, recenzii și interviuri.
Evaluare
Evaluarea internă (30% din nota finală) pentru Limba B constă în media notelor a două prezentări orale, dintre care una trebuie dată profesorului, înregistrată și trimisă pentru moderare externă. Cealaltă este o activitate orală interactivă și poate fi realizată individual sau în grup.
Evaluarea externă (70% din nota finală) pentru Limba B include lucrarea 1, care constă în exerciții de înțelegere a lecturii (3-4 texte) și lucrarea 2, care constă într-un eseu de 250 de cuvinte (SL) sau 400 de cuvinte (HL), sub formă de intrare în jurnal, scrisoare oficială sau informală, articol sau broșură în ziar sau revistă.
Pentru componentele orale și scrise ale evaluărilor, elevii primesc note pe baza nivelului lor de competență în utilizarea limbii, interacțiunii culturale și a mesajului.
Pentru proba de înțelegere a lecturii, elevii primesc un punctaj bazat pe mai multe întrebări cu răspunsuri multiple, întrebări cu răspuns scurt, întrebări de tip adevărat/fals cu justificare, exerciții de tip potrivire între două coloane și răspuns extins.

## Limba A2 SL și HL
Limba A2 nu mai este oferită de IB și este integrată în Grupa 1, Limba A. Limba A2 corespundea unui nivel aproape nativ de fluență în limba străină și, ca atare, concentrat mai puțin pe studierea limbii și mai mult pe literatura și cultura țărilor în care se vorbește limba. 
Programă
Cursul Limbă A2 era studiat prin opțiuni culturale și opțiuni literare, ambele fiind incluse de profesor în cursul IB de doi ani. Studiul la nivelul A2 era disponibil într-un număr semnificativ mai mic de limbi decât la alte niveluri. Multe instituții bilingve au inclus în curriculumul obișnuit și o certificare în limba engleză A2. 
Evaluare
Evaluarea internă pentru limba A2 consta din două componente orale, la fel ca în cazul limbii A1 . 
Evaluarea externă pentru limba A2 consta din lucrarea 1, Comentariul comparativ, în care elevii scriau un comentariu care compara două texte la prima vedere care se prezentau în examen. Lucrarea a 2-a era un eseu despre una dintre opțiunile culturale sau opțiunile literare. În plus, elevii aveau de realizat două eseuri de 1000-1500 de cuvinte care urmau să fie evaluate extern de către examinatorii IB .